# Trichochrysea sakishimana
Trichochrysea sakishimana es una especie de insecto coleóptero de la familia Chrysomelidae.
Fue descrita científicamente en 1985 por Komiya.